# Grand Prix Formule 1 van België 1965
De Grand Prix Formule 1 van België 1965 werd gehouden op 13 juni op het circuit van Spa-Francorchamps in Stavelot. Het was de derde race van het seizoen.

## Uitslag
| Pos. | Nr. | Coureur         | Constructeur   | Rondes | Tijd / Oorzaak uitval | Grid | Punten |
| ---- | --- | --------------- | -------------- | ------ | --------------------- | ---- | ------ |
| 1    | 17  | Jim Clark       | Lotus-Climax   | 32     | 2:23:34.8             | 2    | 9      |
| 2    | 8   | Jackie Stewart  | BRM            | 32     | +44,8 s               | 3    | 6      |
| 3    | 4   | Bruce McLaren   | Cooper-Climax  | 31     | +1 Ronde              | 9    | 4      |
| 4    | 14  | Jack Brabham    | Brabham-Climax | 31     | +1 Ronde              | 10   | 3      |
| 5    | 7   | Graham Hill     | BRM            | 31     | +1 Ronde              | 1    | 2      |
| 6    | 10  | Richie Ginther  | Honda          | 31     | +1 Ronde              | 4    | 1      |
| 7    | 18  | Mike Spence     | Lotus-Climax   | 31     | +1 Ronde              | 12   |        |
| 8    | 21  | Jo Siffert      | Brabham-BRM    | 31     | +1 Ronde              | 8    |        |
| 9    | 2   | Lorenzo Bandini | Ferrari        | 30     | +2 Rondes             | 15   |        |
| 10   | 15  | Dan Gurney      | Brabham-Climax | 30     | +2 Rondes             | 5    |        |
| 11   | 5   | Jochen Rindt    | Cooper-Climax  | 29     | +3 Rondes             | 14   |        |
| 12   | 27  | Lucien Bianchi  | BRM            | 29     | +3 Rondes             | 17   |        |
| 13   | 22  | Innes Ireland   | Lotus-BRM      | 27     | +5 Rondes             | 16   |        |
| 14   | 23  | Richard Attwood | Lotus-BRM      | 26     | Ongeluk               | 13   |        |
| DNF  | 29  | Masten Gregory  | BRM            | 12     | Benzinepomp           | 20   |        |
| DNF  | 20  | Jo Bonnier      | Brabham-Climax | 9      | Ontsteking            | 7    |        |
| DNF  | 11  | Ronnie Bucknum  | Honda          | 9      | Versnellingsbak       | 11   |        |
| DNF  | 1   | John Surtees    | Ferrari        | 5      | Motor                 | 6    |        |
| DNF  | 26  | Frank Gardner   | Brabham-BRM    | 3      | Ontsteking            | 19   |        |

## Statistieken
| Pole-position | Graham Hill | BRM          | 3:38.0 |
| Snelste ronde | Jim Clark   | Lotus-Climax | 4:12.9 |

## Noot
- Dit was de vierde (opeenvolgende) winst van de Grote Prijs van België voor Jim Clark en hiermee vestigde hij een nieuw record. Hij verbrak het oude record uit 1955 van drie overwinningen in België van Juan Manuel Fangio.

1925 · 1930 · 1931 · 1933 · 1934 · 1935 · 1937 · 1939 · 1947 · 1949 · 1950 · 1951 · 1952 · 1953 · 1954 · 1955 · 1956 · 1958 · 1960 · 1961 · 1962 · 1963 · 1964 · 1965 · 1966 · 1967 · 1968 · 1970 · 1972 · 1973 · 1974 · 1975 · 1976 · 1977 · 1978 · 1979 · 1980 · 1981 · 1982 · 1983 · 1984 · 1985 · 1986 · 1987 · 1988 · 1989 · 1990 · 1991 · 1992 · 1993 · 1994 · 1995 · 1996 · 1997 · 1998 · 1999 · 2000 · 2001 · 2002 · 2004 · 2005 · 2007 · 2008 · 2009 · 2010 · 2011 · 2012 · 2013 · 2014 · 2015 · 2016 · 2017 · 2018 · 2019 · 2020 · 2021 · 2022 · 2023 · 2024 · 2025 · 2026 · 2027 · 2029 · 2031
Als eretitel: 1923 (Italië) · 1924 (Frankrijk) · 1925 (België) · 1926 (San Sebastián) · 1927 (Italië) · 1928 (Italië) · 1930 (België) · 1947 (België) · 1948 (Zwitserland) · 1949 (Italië) · 1950 (Groot-Brittannië) · 1951 (Frankrijk) · 1952 (België) · 1954 (Duitsland) · 1955 (Monaco) · 1956 (Italië) · 1957 (Groot-Brittannië) · 1958 (België) · 1959 (Frankrijk) · 1960 (Italië) · 1961 (Duitsland) · 1962 (Nederland) · 1963 (Monaco) · 1964 (Groot-Brittannië) · 1965 (België) · 1966 (Frankrijk) · 1967 (Italië) · 1968 (Duitsland) · 1972 (Groot-Brittannië) · 1973 (België) · 1974 (Duitsland) · 1975 (Oostenrijk) · 1976 (Nederland) · 1977 (Groot-Brittannië)
Als alleenstaande race: 1983 · 1984 · 1985 · 1993 · 1994 · 1995 · 1996 · 1997 · 1999 · 2000 · 2001 · 2002 · 2003 · 2004 · 2005 · 2006 · 2007 · 2008 · 2009 · 2010 · 2011 · 2012 · 2016